# Квебек Нордікс
Квебе́к Но́рдікс (укр. Північани Квебеку, англ. Quebec Nordiques, фр. Nordiques de Québec) — колишній професіональний хокейний клуб, який виступав у Всесвітній хокейній асоціації (1972—1979) та Національній хокейній лізі (1979—1995). «Нордікс» проводили свої домашні поєдинки в Колісіум-де-Квебек, місто Квебек, провінція Квебек. Найбільше команда використовувала червоний, синій та білий кольори для своєї форми. У 1995 році команда переїхала до Денвера, штат Колорадо і отримала назву Колорадо Аваланч, з якою грає і сьогодні у складі Західної конференції, Північно-західного дивізіону.

## Історія
Серед найвідоміших гравців та тренерів цього клубу Андре Будріа, Жан-Гі Жендрон, Луї Слейгер, Джим Дорі, Кріс Еванс, Лен Есау, Дейв Ферріш, Пет Гікі, Клод Луазель.